# Sirove strasti
Sirove strasti (eng. Basic Instinct) je američko-francuski triler iz 1992. godine u režiji Paula Verhoevena. Glavne uloge tumače Michael Douglas i Sharon Stone.
Film je premijerno prikazan 20. ožujka 1992. u SAD-u. U mnogim zemljama film je prikazan u cenzuriranoj verziji iz koje su izrezane sve scene seksa i ubojstava, no unatoč tome, film je ostvario veliki uspjeh na kino-blagajnama. Godine 2006. u kinama je prikazan nastavak, Sirove strasti 2 sa Sharon Stone u glavnoj ulozi, ali film je doživio kritičarski i komercijalni neuspjeh.

## Radnja
Film prikazuje detektive Odjela za umorstva iz San Francisca, Nicka Currana (Michael Douglas) i Gusa Morana (George Dzundza) koji istražuju slučaj ubojstva rock pjevača Johnnyja Boza, kojeg je tijekom seksualnog odnosa šiljkom za led ubila nepoznata žena. Boz je bio u vezi s književnicom Catherine Tramell (Sharon Stone), autoricom romana u kojem rock pjevača šiljkom za led ubija njegova djevojka, zbog čega ta lijepa i zavodljiva žena postaje glavna osumnjičena. Nick uporno pokušava saznati tko je ubojica, a tijekom istrage upušta se i u vezu s Catherine, koja upravo piše novi roman u kojem je glavni lik detektiv koji se zaljubi u krivu ženu koja ga ubije. U istrazi mu pomaže lijepa psihologinja dr. Beth Garner (Jeanne Tripplehorn), stručnjakinja za sociopatsko ponašanje.

## Glavne uloge
- Sharon Stone - Catherine Tramell
- Michael Douglas - detektiv Nick Curran
- George Dzundza - Gus Moran
- Leilani Sarelle - Roxanne "Roxy" Hardy
- Jeanne Tripplehorn - dr. Beth Garner
- Bruce A. Young - Andrews
- Chelcie Ross - kapetan Talcott

## Zarada
Film je u premijernom vikendu prikazivanja zaradio 15.129.385 USD, a ukupno je ostvario zaradu od 352.700.000 USD.